# Волчков (Переяслав-Хмельницкий район)
Волчков (укр. Вовчків) — село, входит в Переяслав-Хмельницкий район Киевской области Украины.
Население по переписи 2001 года составляло 787 человек, по данным 2024 года - 546 человек. Почтовый индекс — 08410. Телефонный код — 4567. Занимает площадь 3,16 км².

## Известные уроженцы и жители
- Коломиец, Владимир Родионович (р. 1935) — украинский и советский поэт. Лауреат Национальной премии Украины им. Т. Шевченко (1993).

## Местный совет
08411, Київська обл., Переяслав-Хмельницький р-н, с.Вовчків, вул.Молодіжна,6, тел. 2–52–75  (укр.)